# Size Isn’t Everything
Size Isn’t Everything ist das 20. Studioalbum der Bee Gees. Es erschien im September 1993 bei Polydor.

## Geschichte
Size Isn’t Everything war das erste Album eines neuen Plattenvertrags mit Polydor, nachdem ein Vertrag über drei Alben bei Warner erfüllt war. Am 5. März 1992 war Hugh Gibb, der Vater der drei Bee Gees gestorben, am Geburtstag ihres jüngeren Bruders Andy Gibb, der 1988 verstorben war. Während der Arbeit an dem Album, die 1992 begann, wollten die Bee Gees sich wieder dem Klang früherer Platten zuwenden. Allerdings verwendeten sie doch einige moderne Elemente, wie etwa aus dem Hip-Hop. Die erste Single des Albums, Paying the Price of Love erreichte Platz 23 in Großbritannien. Die zweite, For Whom the Bell Tolls, wurde ein Top-Five-Hit im Vereinigten Königreich. Auch in Südamerika wurde das letztere Stück zu einem großen Erfolg (Platz 1 in Brasilien, das Album erreichte aufgrund dieses Stücks Platz 1 in Argentinien). Trotz der Erfolge in diesen vergleichsweise kleinen Märkten war das Album ein relativer Misserfolg, es erreichte in den USA nur Platz 153 – was noch etwas besser war als beim Vorgängeralbum, das sich dort gar nicht platzieren konnte.

## Kritik
Auf der Website Allmusic.com gab der Kritiker 3 von 5 Sternen. Nachdem die Bee Gees auf High Civilization bereits sehr modernere Klänge angeschlagen hatten, hätten sie dies auf Size Isn’t Everything auch versucht. William Ruhlmann schrieb: „The Bee Gees are persistent and they work hard for the money, carefully cloning current fashion with Size Isn’t Everything.“

## Titelliste
1. Paying the Price of Love – 4:12
2. Kiss of Life – 4:14
3. How to Fall in Love (Part 1) – 5:59
4. Omega Man – 3:59
5. Haunted House – 5:44
6. Heart Like Mine – 4:41
7. Anything For You – 4:36
8. Blue Island – 3:15
9. Above and Beyond – 4:27
10. For Whom the Bell Tolls – 5:06
11. Fallen Angel – 4:30
12. Decadance – 4:31 (nur europäische Version)